# Kuskunkıran, Kilis
Kuskunkıran là một xã thuộc thành phố Kilis, tỉnh Kilis, Thổ Nhĩ Kỳ. Dân số thời điểm năm 2010 là 49 người.